# Incident u holešovských kasáren
Incident u holešovských kasáren byl konflikt mezi Sovětskou armádou a 7. výsadkovým plukem zvláštního určení Československé lidové armády, který během invaze vojsk Varšavské smlouvy do Československa zabránil sovětským vojákům vstup do holešovských kasáren.

## Průběh
Kolem páté hodiny ranní 21. srpna 1968 vstoupil do Holešova elitní tankový prapor ze Lvova, který v následujících hodinách obklíčil holešovské kasárny. Sovětské velení si dalo mimořádně záležet, aby elitní výsadkové útvary československé armády obklíčilo ještě dříve, než se jejich velitelé vzpamatují. To se mu nepodařilo. Československé výsadkáře, kteří patřili k elitě armády a kteří byli vycvičeni provádět diverzi, vzbudil již ve tři hodiny ráno bojový poplach. Velitelé kasáren v čele s podplukovníkem Vladimírem Košanem se rozhodli kasárna bránit. Jednalo se o jediná kasárna v celém Československu, která 21. srpna nespadla pod kontrolu Sovětské armády. První střet se odehrál u brány kasáren. Když se sovětský voják u brány kasáren zeptal: „Jak to, že máte zbraně?“, dostal odpověď „Vy je máte také!“. Výsadkáři odmítli kasárna vydat a byli připraveni bojovat. Byli vyzbrojeni plastickými trhavinami, protitankovými střelami, samopaly a padáky. Ráno se k výsadkářům dostala od velení Zpravodajské správy Generálního štábu (vojenské rozvědky) zpráva, že byli vedoucí představitele KSČ Sověty uneseni. Zároveň dostali za úkol je osvobodit a přivézt zpět. Výsadkáři se snažili získat informace, kde se Alexandr Dubček nachází. Zprávy byly neurčité. Podle některých měl být Dubček na utajeném místě v Československu, jiné hovořily o Polsku nebo o oblasti dřívější Podkarpatské Rusi. V noci z 21. na 22. srpna bylo proto z kasáren v Holešově, na které mířily děla sovětských tanků, tajně vyvedeno deset ozbrojených mužů v civilu, aby střežili strategické objekty ve městě, a šedesát mužů s výzbrojí a zásobami do blízkých lesů jako přípravná fáze pro případnou akci. Šedesátičlenný oddíl přes střelnici v Dobroticích po skupinách pokračoval nad obec Přílepy, kde se skryl v zemljankách. Po třídenním vyčkávání v lese se ale komando vrátilo v tichosti do kasáren. Vyšlo totiž najevo, že Dubček i s ostatními československými politiky je už v Moskvě, a plán na jejich záchranu je tudíž nerealistický. K ozbrojenému střetu nakonec nedošlo. Holešovským vojákům se podařilo Sověty přesvědčit, aby kanóny tanků otočili na opačnou stranu. Po několika dnech se navíc okupanti stáhli do okolních ulic a na pole. Později zakotvili u lesa v několik kilometrů vzdálených Přílepech, kde měli stanoviště až do října.

## Důsledky
Vojákům 7. výsadkového pluku byly vyčítány protisovětské postoje a jednotka byla v roce 1969 rozpuštěna. Část vojáků i velitelů přešla do jiných útvarů.
Holešovští výsadkáři spolu s dalšími útvary rozvědky ze Zbiroha a Litoměřic kromě toho zajišťovali svými vysílačkami svobodné rozhlasové vysílání. Všem za to následně hrozilo obvinění z velezrady.
Velitel pluku podplukovník Vladimír Košan (1927–2010), ale také náčelník štábu major Jiří Dufek (1932–2018) a bývalý velitel pluku Miroslav Šedina (1930–2010), který tou dobou sloužil na Zpravodajské správě Generálního štábu, pod kterou holešovský útvar spadal, byli propuštěni z armády a politicky perzekvováni.
Komunistický režim se snažil incident podobně jako jiné pro něj nepohodlné události veřejnosti utajit. Vojáci mezi sebou neztratili kontakt a po pádu režimu v roce 1994 založili Klub výsadkových veteránů Holešov. Kromě řady prospěšných aktivit si každoročně připomínají dramatické události v srpnu 1968. V prosinci 2018 jim předseda Senátu Jaroslav Kubera udělil pamětní list Senátu.

## Zobrazení v kultuře
O 7. výsadkovém pluku zvláštního určení v Holešově se zmiňuje několik publikací. Patří mezi ně například dílo Dagy Minkewitzové Výsadkáři: 60 let v čele armády z roku 2007, dílo Františka Sovadiny Osmašedesátý: 7. výsadkový pluk zvláštního určení Holešov 1961–1969 z roku 2008 nebo dvě díla Jiřího Dufka Jednotky zvláštního určení: Z Prešova do Holešova 1957 – 1969 z roku 2011 a VÚ 7374 z roku 2013.